# 80807 Jimloudon
80807 Jimloudon è un asteroide della fascia principale. Scoperto nel 2000, presenta un'orbita caratterizzata da un semiasse maggiore pari a 2,4350614 UA e da un'eccentricità di 0,1658580, inclinata di 5,46788° rispetto all'eclittica.